# بايانو
بايانو هو لاعب كرة قدم برازيلي في مركز الدفاع، ولد في 23 فبراير 1987 في Correntina ‏ في البرازيل. لعب مع رايو فايكانو وسبورتينغ براغا ونادي باسوش دي فيريرا ونادي بيلينينسش ونادي فيلا نوفا.

## وصلات خارجية
- بايانو على موقع الاتحاد الأوربي (الإنجليزية)
- بايانو على موقع اتحاد تركيا (لاعب) (الإنجليزية)
- بايانو على موقع قاعدة بيانات كرة القدم.إي يو (الإنجليزية)
- بايانو على موقع Soccerway.com (الإنجليزية)
- بايانو على موقع عالم كرة القدم.نت (الإنجليزية)
- بايانو على موقع AS.com (الإسبانية)